# Anders Nilsen
Anders Nilsen, ab 2023 auch bekannt als DJ MøMø, ist ein norwegischer Comedian und Musiker aus Stavanger.

## Biografie
Anders Nilsen spielte in seiner Jugend in verschiedenen Bands. Mit 24 Jahren ging er nach Oslo, um als Comedian zu arbeiten, und fand beim norwegischen Radio und Fernsehen Anstellung. Seit Januar 2014 ist er Autor der NRK-Talkshow Tabu med Abu.
Daneben betreibt er einen YouTube-Kanal, auf dem er eigene Videoproduktionen veröffentlicht. Ein Zeitungsbericht mit dem Ausspruch, das Saxophon sei das heißeste neue Instrument dieses Jahres, veranlasste ihn 2014, eine Parodie auf Sommerhits zu erstellen. Neben dem Saxophon verarbeitete er ein Akkordeon zu einem eingängigen Dancebeat. Als Text reihte er spanische Ausdrücke und Namen aneinander. Um die Parodie zu unterstreichen, endet das Lied mit „No hablo Español“ – ich spreche kein Spanisch. Dazu erstellte er ein Video mit sommerlichen Bildern, in das dem Cliché entsprechend der Text eingeblendet wird („Lyrics Video“).
Innerhalb kürzester Zeit entwickelte sich das Video zu einem Internethit und erreichte in 10 Tagen 600.000 und in drei Wochen über eine Million Aufrufe. Anfang Juli wurde das Lied als Single veröffentlicht und stieg in Norwegen und in den Niederlanden in den Downloadcharts nach oben. In den Nederlandse Top 40 stieg er direkt auf Platz eins ein und in seiner Heimat stieg er in der zweiten Woche ebenfalls auf Platz eins.
Im Sommer 2023 erreichte er unter dem Künstlernamen DJ MøMø gemeinsam mit Kjartan Lauritzen und dem Lied Badebussen erneut den ersten Platz der norwegischen Singlecharts. Das Album DJ MøMø presenter: Bukkene Bruse på badeland wurde beim Spellemannprisen 2024 in der Kategorie für Kindermusik ausgezeichnet.

## Auszeichnungen
Spellemannprisen
- 2014: Nominierung in der Kategorie „Hit des Jahres“ (für Salsa Tequila)
- 2023: Nominierung in der Kategorie „Lied des Jahres“ (mit Kjartan Lauritzen, für Badebussen)
- 2024: „Kindermusik“ (für DJ MøMø presenter: Bukkene Bruse på badeland)

## Diskografie
Album
- DJ MøMø presenter: Bukkene Bruse på badeland (2024)

Lieder
- Salsa Tequila (als Anders Nilsen, 2014)
- Badebussen (als DJ MøMø, mit Kjartan Lauritzen, 2023)